# STS-45
STS-45 (Space Transportation System-45) var rumfærgen Atlantis 11. rumfærge-mission. Den blev opsendt d. 24. marts 1992 og vendte tilbage den 2. april 1992.
Missionens primære nyttelast var Spacelab modulet med Atmospheric Laboratory for Applications and Science (ATLAS-1) der indeholdt yderligere materiale til rumforskning.
Hovedartikler:

## Besætning
- Charles Bolden (kaptajn)
- Brian Duffy (pilot)
- Kathryn Sullivan (1. missionsspecialist)
- David Leestma (2. missionsspecialist)
- Michael Foale (3. missionsspecialist)
- Byron Lichtenberg (1. nyttelast-specialist)
- Dirk Frimout (2. nyttelast-specialist) ESA

## Missionen
Missionen medbragte følgende nyttelast:
- Atmospheric Laboratory for Applications and Science (ATLAS-1)
  - Atmospheric Trace Molecule Spectroscopy (ATMOS);
  - Grille Spectrometer;
  - Millimeter Wave Atmospheric Sounder (MAS);
  - Imaging Spectrometric Observatory (ISO);
  - Atmospheric Lyman-Alpha Emissions (ALAE);
  - Atmospheric Emissions Photometric Imager (AEPI);
  - Space Experiments with Particle Accelerators (SEPAC);
  - Active Cavity Radiometer (ACR);
  - Measurement of Solar Constant (SOLCON);
  - Solar Spectrum (SOLSPEC);
  - Solar Ultraviolet Spectral Irradiance Monitor (SUSIM);
  - Far Ultraviolet Space Telescope (FAUST)
- Shuttle Solar Backscatter Ultraviolet (SSBUV)
- Get-away Special (GAS)

- Opsendelse
- I rummet
- Landing